# Marc Crosas
Marc Crosas Luque (Sant Feliu de Guíxols, 9 gennaio 1988) è un ex calciatore spagnolo, di ruolo centrocampista.

## Carriera
Ha fatto il suo debutto in prima squadra nella stagione 2006-07 in Copa del Rey, dove ha sostituito Andrés Iniesta al 76º. Era tra i giocatori che hanno partecipato al Mondiale per club svoltosi alla fine del 2006 in Giappone.
L'11 gennaio 2008 arriva l'ufficialità del suo passaggio in prestito all'Olympique Lyonnais. Al rientro alla base blaugrana nell'estate del 2008, precisamente il 10 agosto, viene ceduto al Celtic, club con il quale firma un contratto quadriennale. Crosas è stato trasferito dal Celtic al Volga, nel febbraio 2011, firmando un contratto fino al dicembre 2014. Il 15 gennaio 2012 viene ceduto al club messicano del Santos Laguna. Il 1º luglio 2015 passa a titolo gratuito al Cruz Azul che l'anno successivo lo cede in prestito a partire dal 1º luglio 2016 al Tenerife.

## Palmarès

### Club

#### Competizioni nazionali
- Campionato francese: 1

Lione: 2007-2008
- Coppa di Francia: 1

Lione: 2008
- Campionato scozzese: 1

Celtic: 2008-2009
- Campionato messicano: 1

Santos Laguna: Clausura 2012